# تلف البيانات
تلف البيانات (بالإنجليزية: Data corruption)‏ تشير إلى أخطاء في بيانات الحاسوب التي تحدث أثناء الكتابة أو القراءة أو التخزين أو النقل أو المعالجة والتي تُدخل بيانات غير مقصودة على البيانات الأصلية. أنظمة النقل والتخزين في الكمبيوتر لديها عدد من التدابير لضمان سلامة البيانات و عدم وجود أخطاء فيها.

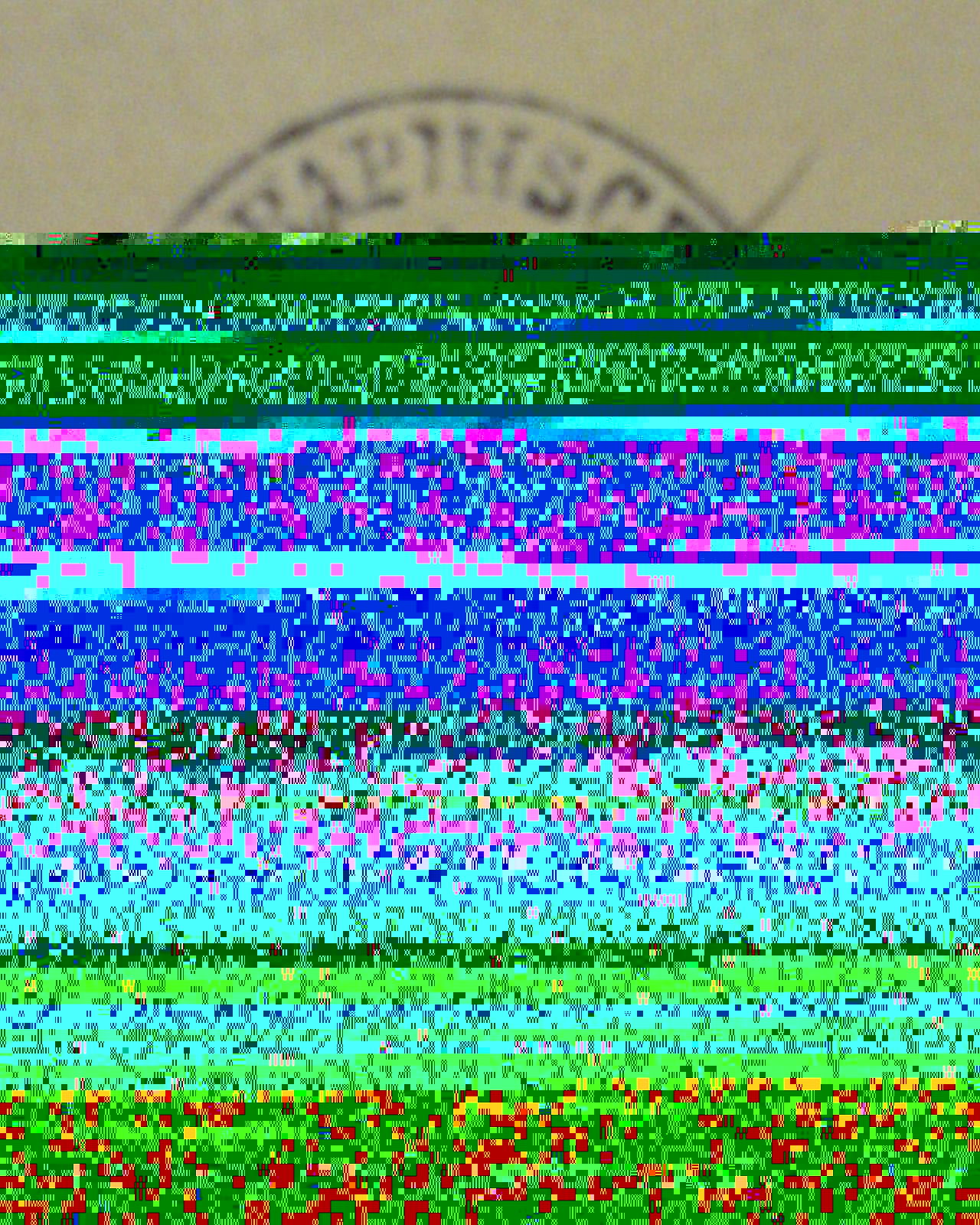
تلف بيانات صورة نتيجة لفشل محاولة استعادة البيانات من القرص الصلب

غالباً عندما يحدث تلف للبيانات يصبح الملف الذي يحوي البيانات غير قابل للوصول، النظام أو التطبيقات ذات الصلة ستعطيك أخطاء. مثال: إذا تلف ملف مايكروسوفت وورد فإنه عند محاولة فتح الملف ببرنامج مايكروسوفت وورد سوف يعطيك رسالة خطأ ولن يفتح الملف. بعض البرامج تقترح حلول لإصلاح الملفات التالفة تلقائياً، وبعض البرامج لا يمكنها ذلك. يعتمد ذلك على مدى تلف البيانات وإذا كان البرنامج معد للتعامل مع هذا الخطأ.